# リリエンタール
リリエンタール (ドイツ語: Lilienthal, ドイツ語発音: [ˈliːli̯əntaːl])は、ドイツ連邦共和国ニーダーザクセン州オスターホルツ郡に属す町村（以下、本項では便宜上「町」と記述する）である。この町はブレーメンと直接境を接している。

## 地理

### 位置
リリエンタールは、ブレーメンの中心部から北東約 11 km、ニーダーザクセンのトイフェルスモーアの端に位置している。町内をヴェルペ川、ヴュンメ川、ヴュンメ自転車道が通っている。

### 自治体の構成
リリエンタールは以下の地区で構成されている。括弧内は2012年1月10日時点の人口である。
- リリエンタール（13,005人）
- ヴォルプハウゼン（2,334人）
- ザンクト・ユルゲン（1,592人）
- ゼーベルゲン（838人）
- ハイトベルク（309人）

### 隣接する市町村
リリエンタールは、北はオスターホルツ＝シャルムベックおよびヴォルプスヴェーデ、東はグラスベルク、南東はオッタースベルク、南はブレーメン、西はリッターフーデと境を接している。

### 土地利用
リリエンタールの総面積は 7,203 ha で、このうち 5,689.3 ha が農業に利用されている。森林面積は 128.4 ha である。

### 地質学
町域の、ヴュンメ川に沿った南と西はウンターヴェーザーの河川湿地、北はトイフェルスモーアに属す。東部のハイトベルクは、アヒム＝フェルデン・ゲーストの張り出し部にあたる。湿地の中にも小さなゲーストの飛び地がある。たとえば、フランケンブルクやザンクト＝ユルゲン教会の近くに見られる。
首邑であるリリエンタールの下に、ホラーラントの「パンラーケ」（塩水の湿地）の源泉に塩を供給する岩塩ドームが存在する。

## 歴史
ブレーメン司教で、初代ハンブルク大司教のアンスガーは、865年に現在ザンクト＝ユルゲンス教会が建つゲーストに石造りの礼拝堂を建立した。
937年に（現在はリリエントールに編入されている）トルーペ村が初めて記録され、1183年にはその礼拝堂の記述も遺された。
現在の町域西部に位置するザンクト＝ユルゲンスラントの開発は、オランダ人入植者によって1106年に始まった。

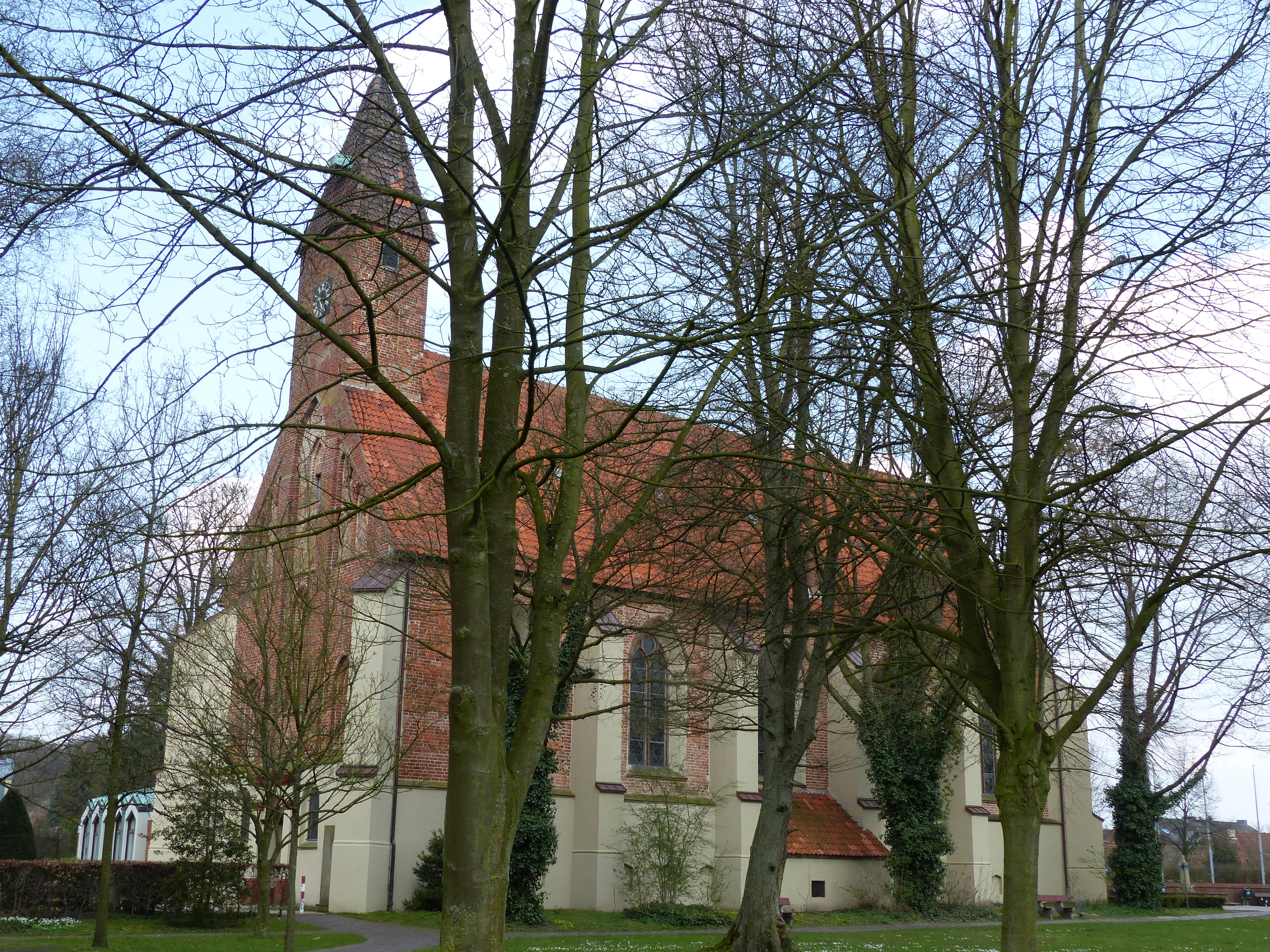
リリエンタール修道院教会

### リリエンタール修道院
リリエンタール集落自身は、ブレーメン大司教ゲルハルト2世によるリリエンタール修道院の設立を由来としている。Sancta Maria in Valle Liliorum（直訳: ユリの谷の聖母マリア）という名の下で、1232年にシトー会に属す女子修道院の建設が始まり、1264年に完成した。聖母マリアと幼子イエス、それにユリは現在も町の紋章に描かれるシンボルとなっている。この修道院は1400年頃に最盛期を迎えた。
宗教改革後この修道院は福音主義の女子修道院となり、厳しい環境下で三十年戦争終了まで存続し、1650年に世俗化された。かつての修道院の所領は、分割され、リリエンタール集落に発展していった。

ヘッセン＝エシュヴェーデ方伯妃エレオノーレ

### スウェーデン
ヴェストファーレン条約締結後、ブレーメン大司教領とフェルデン司教領は、公領に世俗化され、スウェーデン王国に編入された。これによりスウェーデン王国はヴェーザー川とエルベ川との間を支配することとなった。スウェーデン女王クリスティーナは、功労のあったスウェーデン軍司令官ヘッセン＝エシュヴェーデ方伯フリードリヒに、アムト・リリエンタールとアムト・オスターホルツを統合して新設されたオスターホルツ領をレーエンとして授けた。1655年、方伯の早逝後、妻のエレオノーレが所領の統治を引き継ぎ、経済の改善と領民の衛生環境改善に積極的に尽力した。彼女の死後、1692年にこのレーエンはスウェーデン王に返還された。

### ハノーファー
リリエンタールは1712年までスウェーデン領に留まり（このため、紋章の配色はスウェーデンの配色となっている）、その後デンマーク領となり、1719年にブラウンシュヴァイク＝リューネブルク選帝侯領となった。リリエンタールはハノーファー政府のアムト（地方行政組織）の所在地となった。1740年に修道院の施設が解体された。
18世紀後半、ハノーファー政府のモーア委員ユルゲン・クリスティアン・フィンドルフの指導の下、現在のリリエンタール町北部に多くの集落が形成された。リューニングゼー（1763年）、リューニングハウゼン（1764年）、ヴェスターヴェーデ（1764年）、モーアエンデ（1778年）、モーアリンゲン（1778年）がそれである。また、フィンドルフの死後にも、シュレータースドルフ（1805年）やノイ・モーアリンゲン（1808年）が建設された。

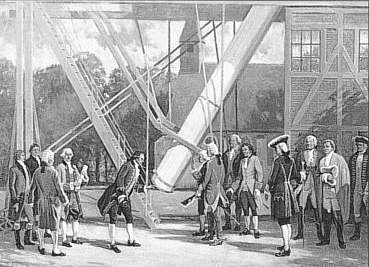
リリエンタール天文台

### リリエンタールの天文学
1782年、ヨハン・ヒエロニムス・シュレーターがアムトの長官に就任した。行政業務の他に天文学の仕事が彼の時間の多くを占めていた。彼は、リリエンタールで、役所の庭に天文台を設けた。リリエンタール天文台はその後、世界最高の装備を有する観測所となった。ここには口径 50 cm、焦点距離 8.25 m の「リーゼン望遠鏡」が設置された。これは、当時ヨーロッパ大陸に存在する最大の観測施設であった。リリエンタールはこの望遠鏡によって名声を獲得し、天文学者、国家官僚、軍事関係者など多くの人が訪れた。シュレーターは、当時の重要な天文学者と手紙でコンタクトをとっていた。彼は、ハインリヒ・ヴィルヘルム・オルバースや他の学者とともに、1800年9月21日にリリエンタールで世界初の天文学の協会となる天文学会を設立した。1816年のシュレーターの死後、この天文台は荒廃した。1850年に最後の遺構が取り壊された。機材の大部分はそれ以前にゲッティンゲン大学に移されていた。アルノ・シュミットの作品「Lilienthal oder die Astronomen」（直訳: 「リリエンタールもしくは天文学者たち」）はこの天文台を舞台にしている。2015年11月から、1793年の長さ27フィートの反射望遠鏡の稼働可能なレプリカがボルクフェルダー・ラントハウスの向かい側の村の入り口に設置されている。

### 19世紀
1813年の解放戦争はリリエンタールに大きな打撃を与えた。戦闘後の退却の際にフランス兵の一部がリリエンタールの村全体に放火した。教会と数軒の家屋、天文台だけが炎の被害を免れた。
1866年の普墺戦争によってハノーファー王国はプロイセン王国に併合された。プロイセン政府は1885年にハノーファーのアムト・リリエンタールとアムト・オスターホルツとを統合し、オスターホルツ郡とした。

### 20世紀から21世紀
その後町は次第に成長していった。1939年の人口は 3,100人であったが、1974年には 12,500人となった。この年、近隣の村と合併したことで、人口は17,000人近くにまで増加した。現在リリエンタールは、大都市ブレーメンに近いことに惹かれ、「緑の中の家」を建てたいと望んだ住民の新興住宅地となっている。
1900年から1956年までリリエンタールはヤン・ライナース軽便鉄道によってブレーメンと結ばれていた。
新しいヴュンメ川の橋を含むバイパス道路が2013年10月28日に開通し、リリエンタールのメインストリートの通り抜け交通が軽減された。
2014年8月1日、首邑とファルケンベルクは、ブレーメン市電 (BSAG) の路面電車網に接続した。

### 町村合併
- 1827年: 自由ハンザ都市ブレーメンとハノーファー王国の領土交換によるブレーマーハーフェン成立に伴い:
  - ブーテンディーク集落がリリエンタールに編入
- 1929年の地域再編:
  - リューイングゼーとリューイングハウゼンがヴェスターヴェーデに編入
  - フェルトハウゼンとトルーパーダイヒがトルーペに編入
- 1937年4月1日の地域再編:
  - ファルケンベルク、モーアハウゼン、トルーペン、トルーパーモーアがリリエンタールに編入
  - フランケンブルク、ニーダーエンデ＝ザンクト・ユルゲン（ヘフトダイヒ、モーアハウゼン、ニーダーエンデ、ザンクト・ユルゲン、フィーアハウゼンを含む）、オーバーエンデ、ヴュールデン（ミッテルバウアーを含む）がザンクト・ユルゲンとして合併
  - モーアエンデ、モーアリンゲン、ヴェスターヴェーデがヴォルプハウゼンに編入
- 1974年3月1日の地域再編
  - ハイトベルク、ザンクト・ユルゲン、ゼーベルゲン、ヴォルプハウゼンがリリエンタールに編入

## 住民

### 宗教
この町の住民の 43.7 % が福音主義信者、7.1 % がカトリック信者、49.2 % が無宗教、ムスリム、その他の宗教の信者である。
ヴェーザー川下流域は、782年に聖ヴィレハート（後のブレーメン司教）によって布教活動が行われ、9世紀に礼拝堂や教会堂が建設された。1232年にリリエンタールに修道院が創設され、シトー会の修道女たちがここに住んだ。リリエンタール修道院では1604年に行われた宗教改革まで、オスターホルツ、シャルムベック、ザンクト・ユルゲンスラント、トルーペの司牧を担っていた。

#### 福音主義教会

##### トルーペ地区に支教会を有する聖マリエン福音主義教会
オークの古木の下にあるロマンティックなトルーペの礼拝堂は、リリエンタールの最も古い集落であるトルーペに建っている。トルーペは、リリエンタールよりもはるかに古く、937年にはすでに記録が遺っている（リリエンタールの最初の記録は1232年）。
カール大帝時代の先代の建物跡に建設されたトルーペの礼拝堂は、1283年に最初の記録が遺されている。建設されたのはおそらく12世紀末であると推定されている。礼拝堂の敷地には、18世紀および19世紀の注目すべき墓石が存在する。この礼拝堂は、1813年にフランス軍によって焼き払われ、その6年後に再建された。ザンクト＝ユルゲン地区の小さなロマネスク建築である聖ユルゲンス教会も見応えがある。

#### カトリック教会

##### ローマ＝カトリック教会「グーター・ヒルト」
宗教改革後、1823年にブレーメンのカトリック教会（聖ヨハン教会）が完成した。リリエンタールでは1862年から1945年まで、礼拝は個人宅で行われており、ヘーメリンゲンの司祭代理が「宣教」を行っていた。1946年にヴォルプスヴェーデ司祭代理が設けられ、グーター・ヒルト教会が現在の地域で活動を開始した。グラスベルク、ヴォルプスヴェーデ、リリエンタールで定期的に礼拝が行われ、1961年11月26日にリリエンタールの教会がヒルデスハイム司教によって聖別された。これ以後リリエンタールはこの教会の中心となり、2012年からオスターホルツ＝シャルムベックの聖家族教会の教区に属している。

#### 福音主義自由教会
- フィリップスゲマインデ（バプテスト）
- キリスト・センター・オアシス・リリエンタール e.V.

#### イスラム教
リリエンタールの少数のムスリム住民は、主にチェチェン人、クルド人、トルコ人、イラン人、カザフ人、アラビア人、北アフリカ人、パキスタン人、ボスニア人、アルバニア人をルーツに持つ家族で構成されている。

## 行政

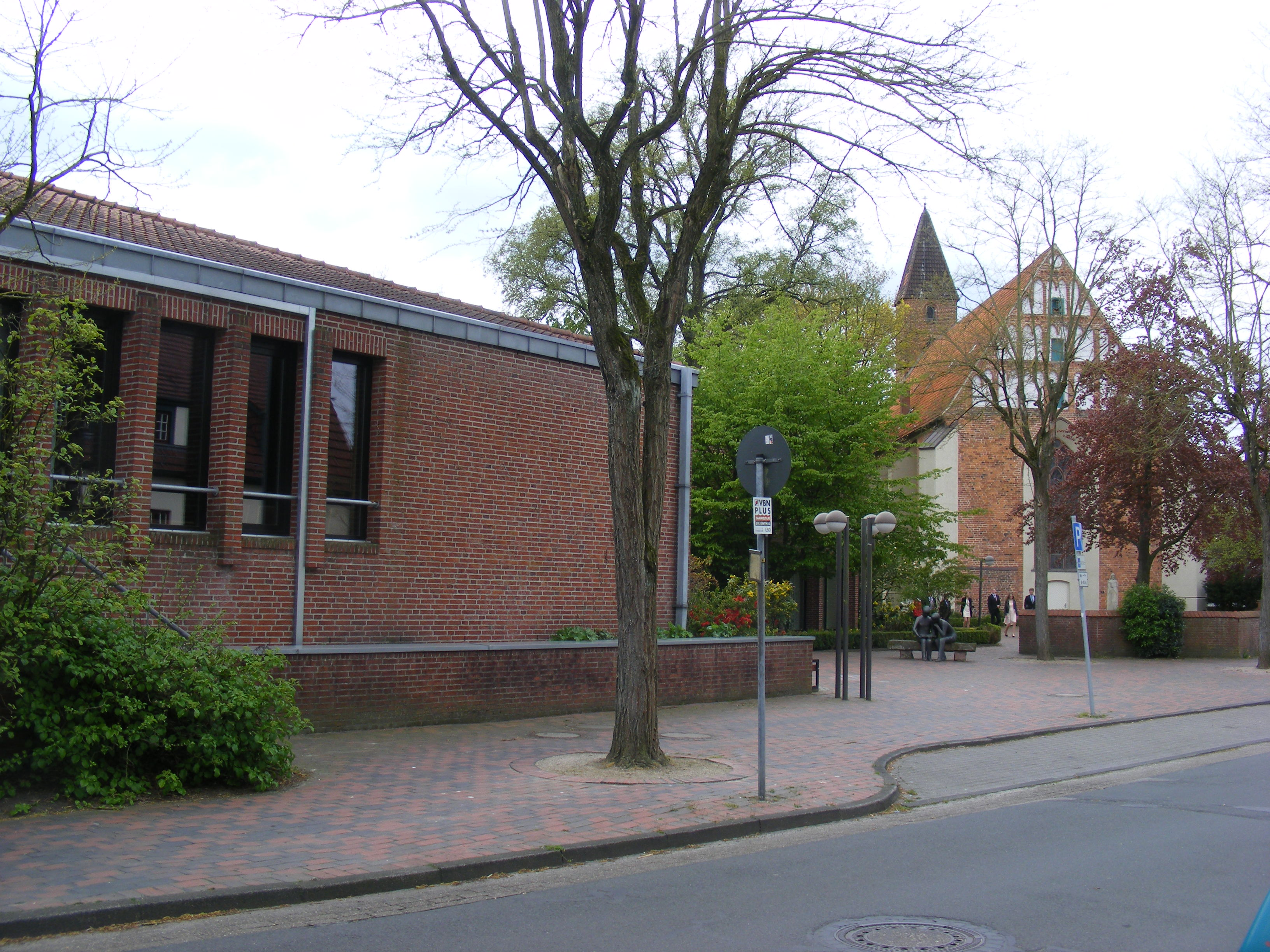
リリエンタールの町役場（画面左）と修道院教会（右奥）

### 議会
リリエンタールの町議会は26議席からなる。人口15,001人から20,000人の自治体における最大議員数は32議席である。町議会の決定により議員定数は26に削減された。町議会議員は5年ごとに改選される。
町議会では、上記議員の他に町長が投票権を有している。

### 首長
ヴィリー・ホラッツが2004年からこの町の町長を務めていた。2011年に対立候補がおらず、73.4 % の支持票を獲得して再選された。彼は2015年12月に、個人的な理由から2016年に引退することを発表した。2016年9月の町長選挙には6人の候補者が立候補し、投票率は 59.77 % であった。第二次投票でクリスティアン・ヴィレム・タンガーマン (CDU) が 65.15 % の票を獲得して当選した。第二次投票の投票率は 43 % であった。彼は2021年の選挙でその地位を堅持したが、2022年3月に急逝した。2022年10月にキム・フュルヴェンチェス（同盟90/緑の党）が後継者に選ばれた。

### 紋章
この町の紋章は、幼子イエスを抱いた聖母マリアの像で、この姿は聖マリアン教会の石のレリーフにも見られる。

### 姉妹自治体
- スタッズカナール（オランダ、フローニンゲン州）1971年[10]
- エムランビル（フランス語版、英語版）（フランス、セーヌ＝エ＝マルヌ県）1993年 - 2010年
- ビェルスコ＝ビャワ（ポーランド、シロンスク県）1996年 - 2011年[11]

リリエンタールは、ニーダーザクセン/ブレーメン自治体連合に加盟している。

## 文化と見所
- フランケンブルクのリリエンタール野外ステージ
- リリエンタール郷土博物館（図書館、ヴュンメ＝ツァイトゥングス＝アーカイブ、ヨハン・ヒエロニムス・シュレーター＝アーカイブ）[12]
- リリエンホーフ[13]
- リリエンホーフのリリエンタール工芸博物館[14]
- トルーペのニーダーザクセン馬車博物館[15]
- リリエンタールの旧ファルケンベルガー・シューレに入居しているリリエンタール学校博物館[16][17]

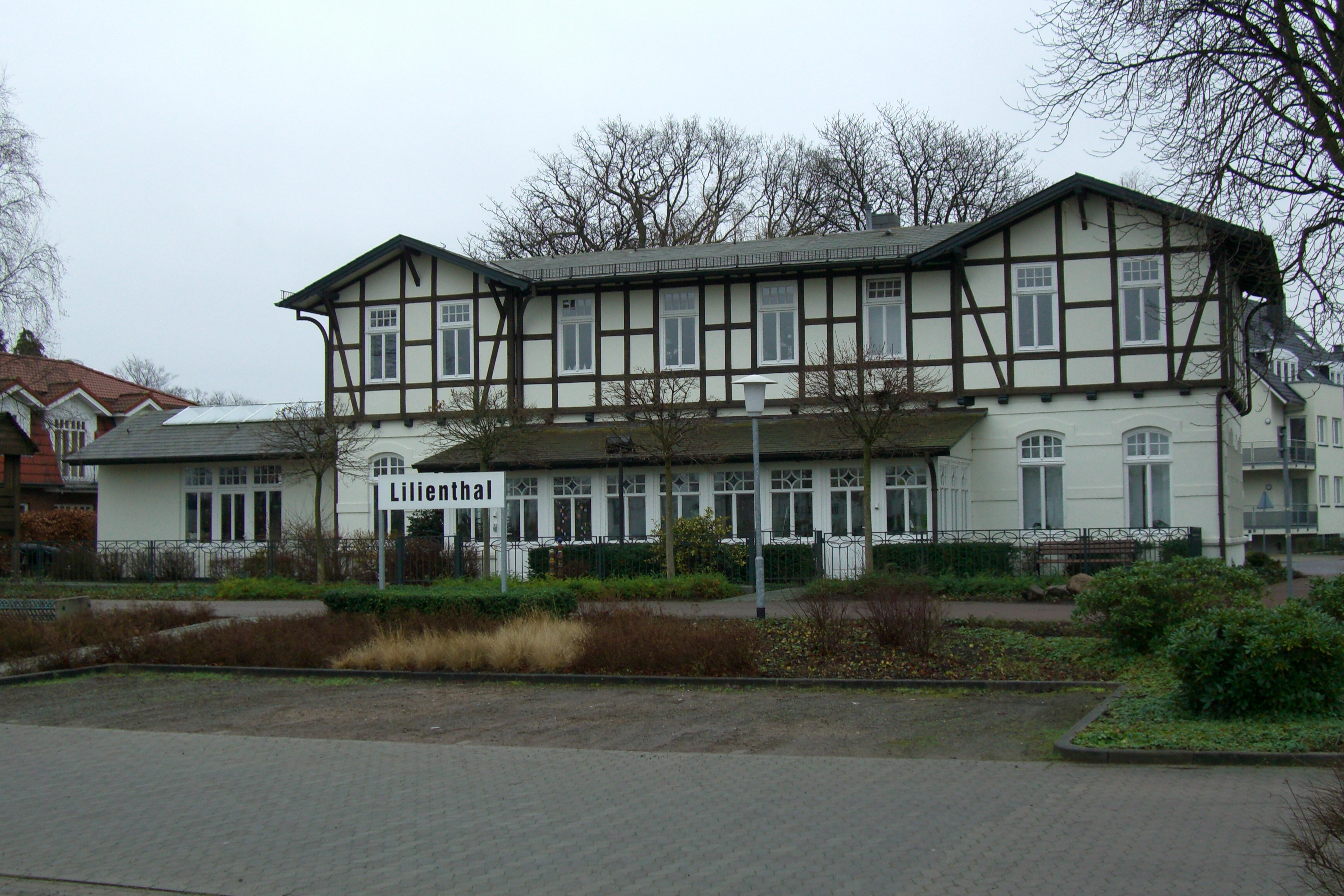
かつての軽便鉄道リリエンタール駅

### 建造物
- ザンクト・ユルゲン地区の聖ユルゲンス教会、1190年建造
- リリエンタールの聖マリエン修道院教会[18]、1530年創設、現在の建物は1550年から1565年の建造
- トルーペの礼拝堂、1283年建造
- かつての軽便鉄道のリリエンタール駅
- フランケンブルガー・ミューレ（保護文化財指定が再び解除された）

## 経済と社会資本

### 経済
リリエンタールの、地域の内外で知られる企業を列記する。
- フグロ・コンサルト GmbH（地盤および原料採掘の地質物理学および地質工学的調査サービス）
- ジャーマン・バッグス GmbH（カバン販売）
- カステンス & クナウアー GmbH & Co インターナショナル KG（金属の大手販売会社）
- ナーベルテルム GmbH（工業炉の製造）
- アウト・オブ・ザ・ブルー KG（贈答用品および電化製品の大手輸入業者）
- ポリボーイ・ブラント & ヴァルター GmbH（保護剤および洗剤メーカー）
- ロイヒトフォイアー・シュトリックヴァーレン・アドルフ・グローマン KG（ロープおよび船員用衣料メーカー）
- ミュラー＝リヒト・インターナショナル GmbH
- ヴァインゲルトナー兄弟社 GmbH（造園用品販売および造園業者）

### ウィンドバーク・オーバーエンデ
ウィンドバーク・オーバーエンデは、スペインの企業ガメサによって建設され、2009年に稼働を開始した。5基の風力発電機は、Type Gamesa G58 で、全高は 100 m である。各発電機の出力は 850 kW である。全ての施設は2010年に IKEA に売却された。
2010年に、ウィンドパークの拡張に反対し、既存の風力発電施設に批判的な付近の住民たちが利益共同体「5 sind genug!」（「5基でうんざり!」）を結成した。彼らは特に、騒音発生、施設の点滅光、日照障害、施設が引き起こすと彼らが考える景観毀損について苦情を申し立てている。

### 公共施設

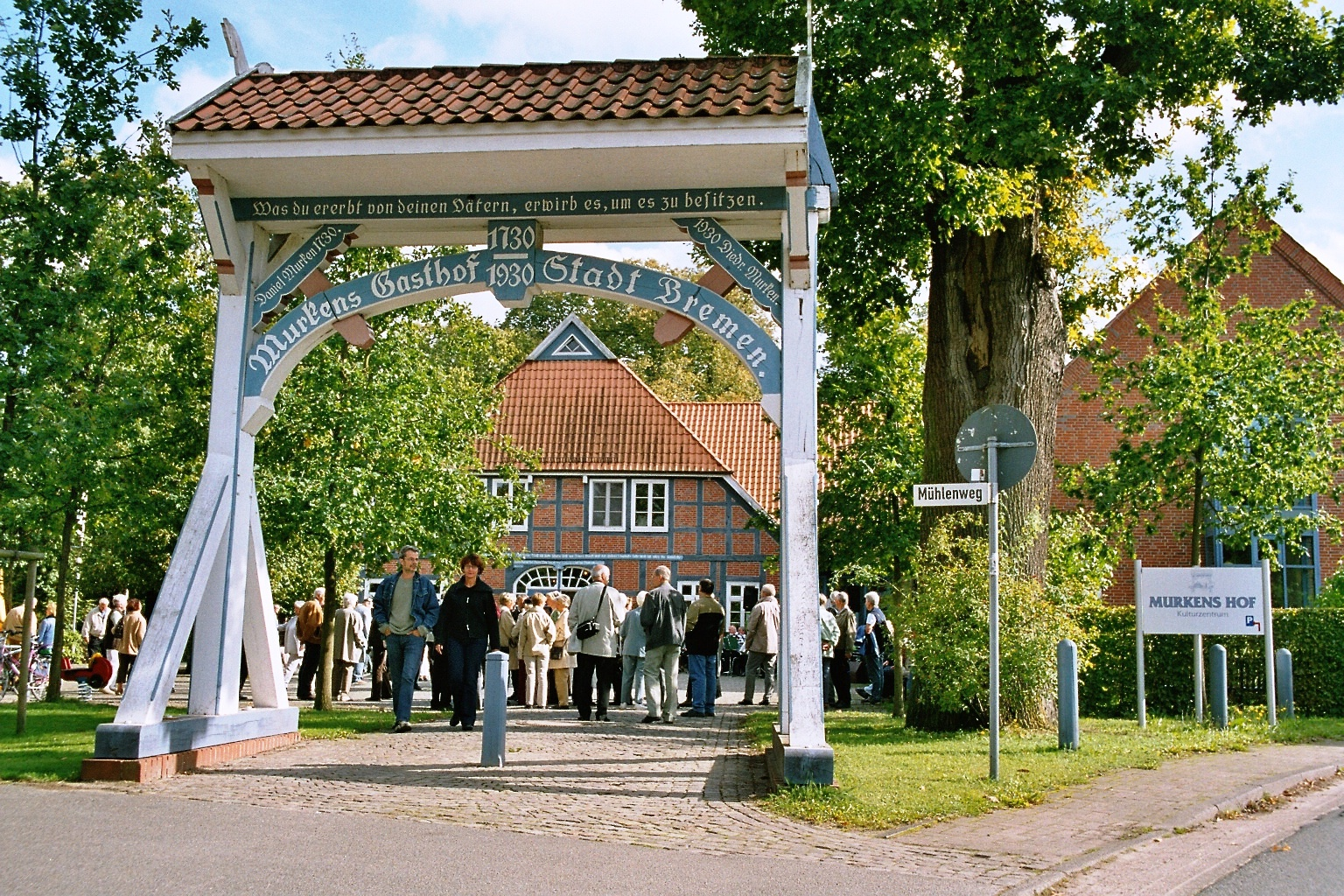
ムルケンス・ホーフ

#### 一般施設および文化施設
- リリエンタール町役場、クロスター通り16番地
- ムルケンス・ホーフ - リリエンタール文化センター、クロスター通り25番地
  - リリエンタール図書館
  - 市民大学 (VHS)
  - アルトテーク、ギャラリー、公共映画館、住民放送局

#### 社会福祉施設
- 11園の幼稚園および保育所
- リリエンタール救急病院。この病院は2009年に運営母体の変更があった宿直制の病院である[20]。

### 教育
- シュレーターシューレ基礎課程学校
- ファルケンベルク基礎課程学校
- トルーパーモーア基礎課程学校
- フランケンブルク幼稚園
- ヴォルプハウゼン基礎課程学校
- IGS リリエンタール
- ギムナジウム・リリエンタール

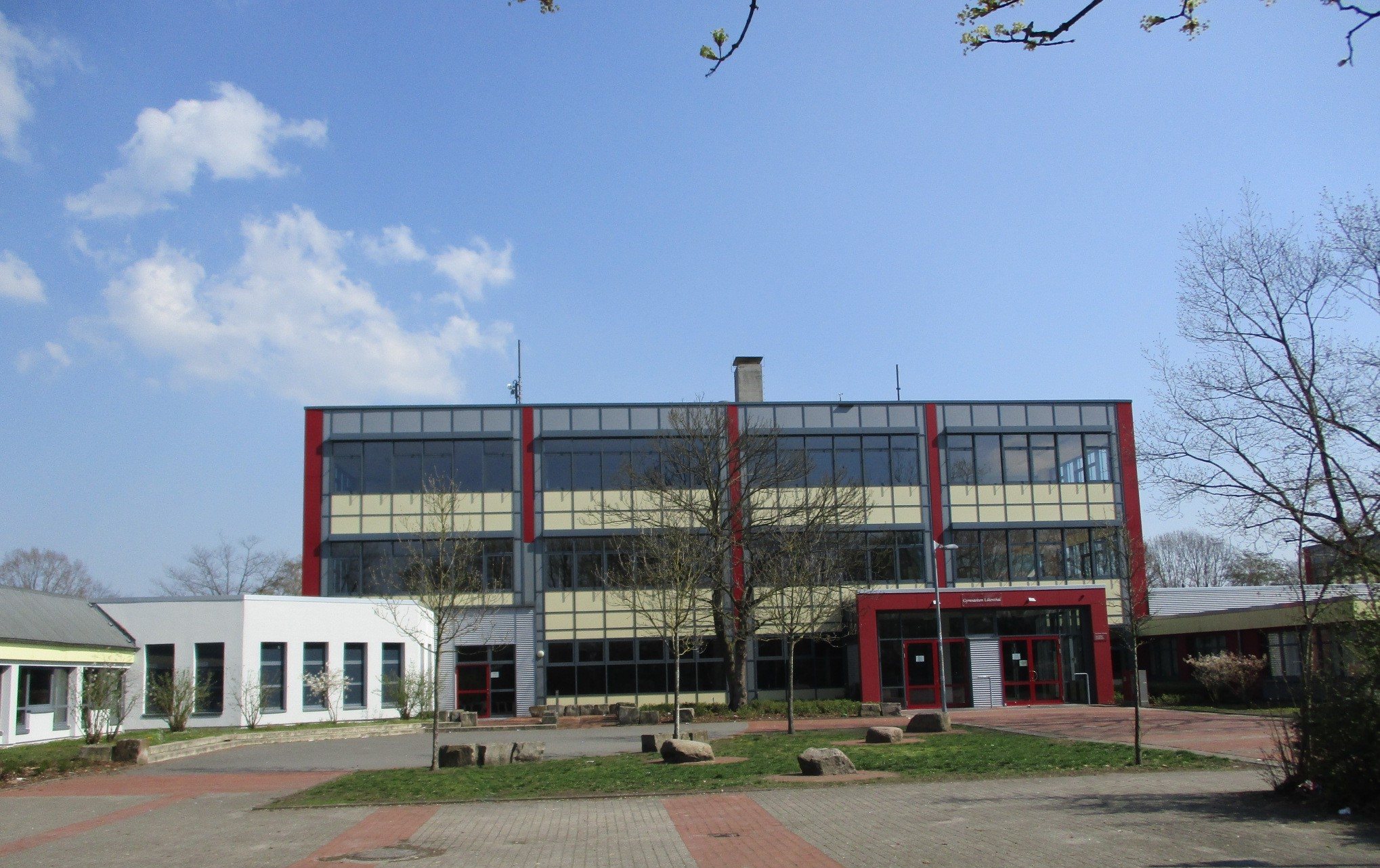
ギムナジウム・リリエンタール

- クリストフ＝トルネー＝シューレ（養護学校）
- 郡立音楽学校
- 老人介護と作業療法のための職業専門学校

### 交通

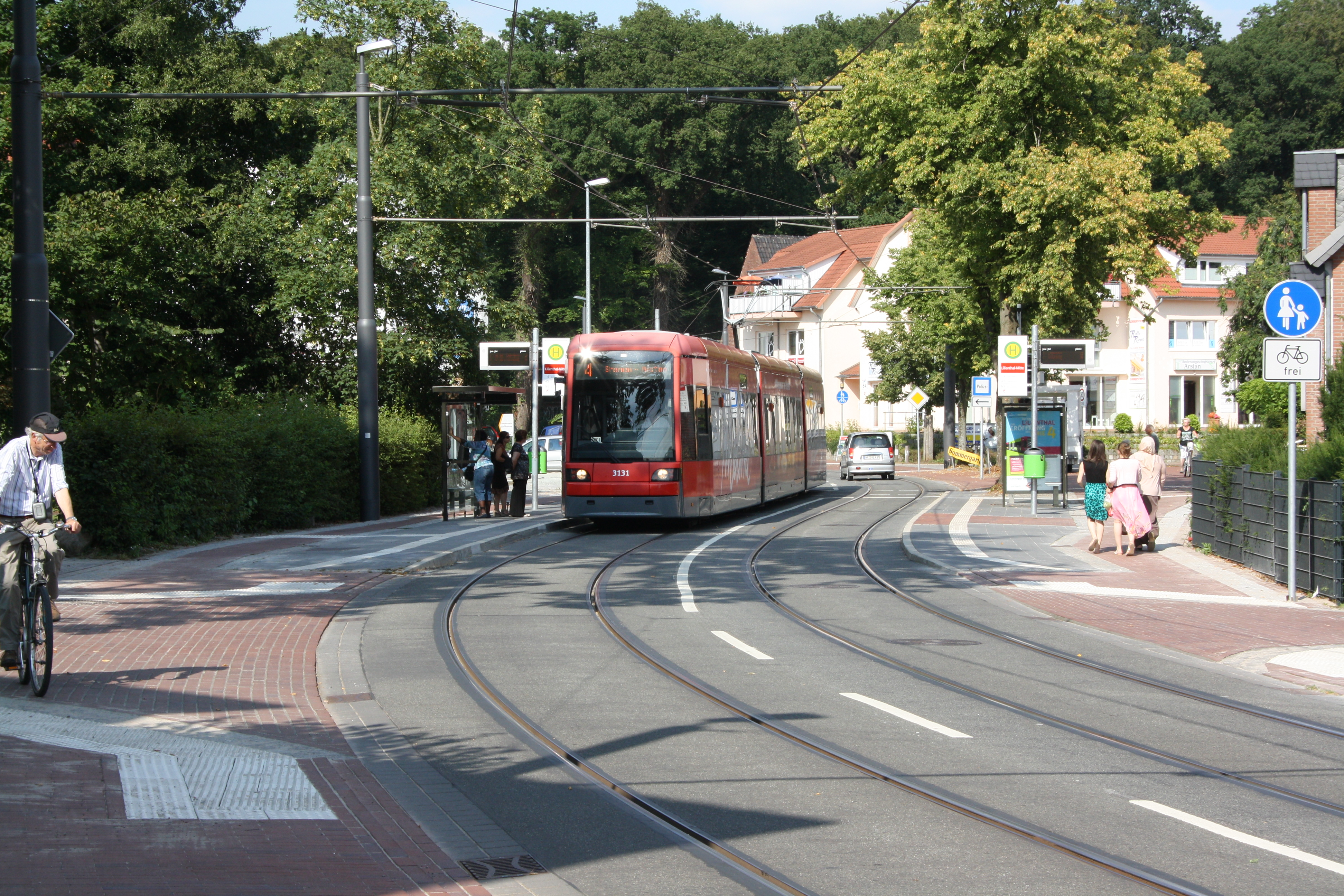
リリエンタール＝ミッテ駅に停車中のブレーメン市電

公共旅客交通は、2014年8月1日からリリエンタールをブレーメン市電網に結びつけている。市電4号線のブレーメン＝ボルクフェルトからリリエンタール＝ファルケンベルクへの延長工事は、2011年2月末から2014年6月まで行われた。工事を請け負っていたゼネコンの経営破綻により、予定されていた完成は、2013年9月から2014年8月1日まで遅延した。ブレーメン中央駅からリリエンタール町内を通ってヴォルプスヴェーデやツェーフェンに向かうブレーメン/ニーダーザクセン交通連盟 (VBN) の地域バス630号線と670号線は、ファルケンベルクまでのブレーメン市電4号線の開通により、新たなルートを通るようになった。4号線の営業開始に伴い、ブレーメン＝ボルクフェルト行きのブレーメン路面電車AG (BSAG) のバス路線30号線は廃止された。
地区内の交通や路線バスまでの行き来にはデマンド式乗り合いタクシーが利用されている。
2010年5月から、バイパス道路が開通し、公共共通がこれを利用できるようになった。

## 人物

### 出身者
- モーリッツ・ヤーン（ドイツ語版、英語版）（1884年 - 1979年）作家
- ヨゼフィーネ・メクセーパー（ドイツ語版、英語版）（1964年 - ）造形作家

### ゆかりの人物
- ヨハン・ヒエロニムス・シュレーター（1745年 - 1816年）天文学者。
- カール・ルートヴィヒ・ハーディング（1765年 - 1834年）天文学者。リリエンタールで上記シュレーターの息子の家庭教師を務めた。
- フリードリヒ・ヴィルヘルム・ベッセル（1784年 - 1846年）天文学者。
- イルゼ・ヘス（ドイツ語版、英語版）（1900年 - 1995年）ルドルフ・ヘスの妻。リリエンタールで亡くなった。
- ユルゲン・フォン・アルテン（ドイツ語版、英語版）（1903年 - 1994年）作家、脚本家、映画監督。リリエンタールで亡くなった。
- ヒルデ・ザイプ（ドイツ語版、英語版）（1909年 - 1999年）女優、歌手。リリエンタールで亡くなった。
- ルディ・アサウアー（ドイツ語版、英語版）（1944年 - 2019年）サッカー選手、指導者。
- マルクス・バイエル（1971年 - 2018年）ボクサー。
- トルステン・フリンクス（1976年 - ）サッカー選手、指導者。

## 関連図書
- Wilhelm Dehlwes, ed (1977). Lilienthal gestern und heute. Lilienthal
- Peter Richter; Harald Kühn (2007). Heimatverein Lilienthal e. V.. ed. Zeitreise – 775 Jahre Lilienthal. Lilienthal: Verlag M. Simmering. ISBN 978-3-927723-62-7

### 訳注
1. ↑  ゲースト (ドイツ語: Geest) は、北海沿岸の小高い砂地を意味する。